# Saint-Martin-de-Hinx
 Saint-Martin-de-Hinx  (en occitano Sent Martin de Hins) es una población y comuna francesa, situada en la región de Nueva Aquitania, departamento de Landas, en el distrito de Dax y cantón de Saint-Vincent-de-Tyrosse. Está hermanada con el municipio de San Martín de Unx (Comunidad Foral de Navarra, España)

## Demografía
| 827 | 786 | 715 | 748 | 837 | 938 |
| Para los censos de 1962 a 1999 la población legal corresponde a la población sin duplicidades (Fuente: INSEE [Consultar]) |     |     |     |     |     |